# Jean Adam Mathieu
Pour les articles homonymes, voir Mathieu.
Jean Adam Mathieu est un peintre français et maître émailleur du roi né en 1698 et décédé à Paris le 8 juin 1753.

## Biographie
Entré à la Manufacture de Vincennes, dans les premières années de sa création, il participe de 1745 à 1746 aux recherches sur les formes et aux essais de fabrication, sous la direction de Jean Hellot, en compagnie de Robert Dubois et de son frère Gilles Dubois (céramiste), avec Jean-Claude Duplessis qui dessine les formes de certains vases, ainsi que les formes des montures de bronze doré. Il est maître émailleur du roi et sera logé au Galeries du Louvre. Il signe ses œuvres Mathieu.

## Œuvres
(liste non exhaustive)
- 1753 -  Louis V Joseph de Bourbon-Condé (1736-1818), Prince de Condé  miniature sur émail; Signé et daté Dim; H:2,5 cm × L:? (Christie's le 11 juillet 1994 lot n°291
- N - D -  Dame au chapeau de paille et sacoche bleu, miniature en émail; Dim; H: 8,2 cm × L:? (Vente Bonhams Londres 22 mai 2003, lot n°15)
- N - D -  Dame sou les traits d'une bergère; miniature sur émail de forme ovale; Dim; H: 6 cm (Royaume-Uni le 30 avril 1996)